# (39520) 1988 NY
1988 أن واي (ويعرف أيضًا باسم (39520) 1988 أن واي وفق تسمية الكوكب الصغير) (بالإنجليزية: 1988 NY)‏ هو كويكب ضمن حزام الكويكبات؛ وترتيبه 39520 من حيث الاكتشاف.
اكتُشف هذا الجُرم الفلكي بواسطة اليانور إف. هيلين في 12 يوليو 1988.

## وصلات خارجية
- (39520) 1988 NY في قاعدة بيانات مختبر الدفع النفاث لأجرام النظام الشمسي الصغيرة

- الاكتشاف · مخطط المدار ·  العناصر المدارية · المعلمات المادية

- (39520) 1988 NY على موقع ويكي سكاي: DSS2, SDSS, GALEX, IRAS, Hydrogen α, X-Ray, Astrophoto, Sky Map, Articles and images